# الشموع اليابانية

الشموع اليابانية هي من أشهر طرق التحليل الفني للأسهم أو بورصة العملة، يرجع تاريخ الشموع اليابانية إلى حدود عام 1600م، حيث كان اليابانيون يتاجرون في سوق الأرز، وقام مضارب يسمى هوما مونهيسا بابتكار تقنية فنية لتمثيل سعر الأرز وتحليله وسميت هذه التقنية بالشموع اليابانية.
تعتبر الشموع اليابانية تقنية فريدة من نوعها لقراءة رد فعل السعر والتعرف على نفسية المستثمرين من خلال مجموعة من النماذج التي تعطي إشارات مبكرة ذات قيمة كبيرة للمحللين.
ومقارنة الشموع اليابانية برسم الأعمدة ظالمة جدًا، فالشموع اليابانية تتفوق إلى حد كبير فهي توضح نفس البيانات التي توضحها الأعمدة (الافتتاح، الإغلاق، الحد الأدنى، الحد الأعلى) ولكن في علاقة بين هذه الأسعار لتشكل نماذج تعطي انطباعاً صادقا عن نفسية المستثمرين.

## نماذج الشموع اليابانية
- نموذج المطرقة (Hammer)
- نموذج المطرقة المقلوبة (Inverted Hammer)
- نموذج الرجل المشنوق (Hanging Man)
- نموذج الشهاب (Shooting Star)
- نموذج الدوجي (Doji)
- نموذج القيعان والقمم الدوارة ( Spinning Tops & Bottoms)
- نموذج الشموع عالية الظلال (High Wave Candle )
- الابتلاع الشرائي (Bullish Engulfing)
- الابتلاع البيعي (Bearish Engulfing)
- نموذج السحابة القاتمة (Dark Cloud Cover)
- نموذج الخط الثاقب (Piercing Line)
- نموذج الهرامي الشرائي (Bullish Harami)
- نموذج الهرامي البيعي (Bearish harami)
- نموذج نجمة المساء (Evening Star)
- نموذج نجمة الصباح (Morning Star)
- نموذج ملقاط القمم والقيعان (Tweezers Tops & Bottoms)
- Bullish Rising Three Methods
- Bearish rising Three methods